# 田楽町
田楽町（たらがちょう）は、愛知県春日井市の地名。

## 地理
春日井市西部に位置する。東は町屋町、西は牛山町、南は大手町、北は上田楽町に接する。

### 河川・池沼
- 新木津用水[1]

### 交通
- 愛知県道197号小牧春日井線[1]

### 施設
- 春日井市立鷹来小学校[1]
- 愛知県立春日井西高等学校[1]
- 消防署北出張所[1]
- 臨済宗妙心寺派長福寺[1]
- 真言宗林昌寺[1]
- 東海メディカルプロダクツ本社

- 林昌寺

## 歴史

### 地名の由来
『尾張国地名考』は元は「田我良」であり、田楽は当て字であるという。

### 沿革
- 戦国期 - 尾張国春日部郡味岡荘に多楽郷という地名がみられる[2]。
- 江戸時代 - 尾張藩領水野代官所支配の田楽村として所在[2]。時代は不明であるが、大手池新田および田楽新田が[2]。
- 1880年（明治13年） - 東春日井郡田楽村となる[3]。
- 1889年（明治22年） - 田楽村大字田楽となる[3]。
- 1906年（明治39年） - 鷹来村大字田楽となる[3]。
- 1943年（昭和18年） - 春日井市大字田楽となる[3]。
- 1948年（昭和23年）1月1日 - 大字田楽は田楽町・上田楽町・町屋町・岩野町・鷹来町・桃山町となり、消滅[3]。大字田楽の一部により田楽町が成立[3]。

### 人口の変遷
国勢調査による人口および世帯数の推移。
| 1995年（平成7年）  | 418世帯 1361人 |  |
| 2000年（平成12年） | 413世帯 1249人 |  |
| 2005年（平成17年） | 420世帯 1205人 |  |
| 2010年（平成22年） | 450世帯 1178人 |  |
| 2015年（平成27年） | 437世帯 1096人 |  |
| 2020年（令和2年）  | 511世帯 1247人 |  |

### WEB
1. 1 2  総務省統計局 (2022年2月10日). “令和2年国勢調査の調査結果(e-Stat) - 男女別人口，外国人人口及び世帯数－町丁・字等” (CSV). 2023年8月2日閲覧。
2. ↑  “愛知県春日井市の町丁・字一覧”.   人口統計ラボ. 2021年8月15日閲覧。
3. ↑  “読み仮名データの促音・拗音を小書きで表記するもの(zip形式) 愛知県” (zip).   日本郵便 (2024年2月29日). 2024年3月26日閲覧。
4. ↑  “市外局番の一覧” (PDF).   総務省 (2022年3月1日). 2022年3月22日閲覧。
5. ↑  “ナンバープレートについて”.   一般社団法人愛知県自動車会議所. 2024年1月21日閲覧。
6. ↑  総務省統計局 (2014年3月28日). “平成7年国勢調査の調査結果(e-Stat) - 男女別人口及び世帯数 －町丁・字等” (CSV). 2021年7月20日閲覧。
7. ↑  総務省統計局 (2014年5月30日). “平成12年国勢調査の調査結果(e-Stat) - 男女別人口及び世帯数 －町丁・字等” (CSV). 2021年7月20日閲覧。
8. ↑  総務省統計局 (2014年6月27日). “平成17年国勢調査の調査結果(e-Stat) - 男女別人口及び世帯数 －町丁・字等” (CSV). 2021年7月21日閲覧。
9. ↑  総務省統計局 (2012年1月20日). “平成22年国勢調査の調査結果(e-Stat) - 男女別人口及び世帯数 －町丁・字等” (CSV). 2021年7月21日閲覧。
10. ↑  総務省統計局 (2017年1月27日). “平成27年国勢調査の調査結果(e-Stat) - 男女別人口及び世帯数 －町丁・字等” (CSV). 2021年7月21日閲覧。

### 書籍
1. 1 2 3 4 5 6 7 8 9  「角川日本地名大辞典」編纂委員会 1989, p. 1650.
2. 1 2 3 4  「角川日本地名大辞典」編纂委員会 1989, p. 817.
3. 1 2 3 4 5 6  「角川日本地名大辞典」編纂委員会 1989, p. 818.